# Pericasta virescens
Pericasta virescens är en skalbaggsart som först beskrevs av Aurivillius 1920.  Pericasta virescens ingår i släktet Pericasta och familjen långhorningar. Inga underarter finns listade i Catalogue of Life.